# 杉山圭
杉山 圭（すぎやま けい、1986年3月3日 - ）は、日本の元AV女優。
茨城県出身。

## 略歴
2004年にAVデビュー。バスト102cm、Hカップの爆乳を売りにしたキカタン（企画単体）女優。
2006年に引退した。

## 出演作品

### アダルトビデオ
2004年
- 巨乳悦楽 45（7月15日、プールクラブ）
- 恥悦少女 XV（8月15日、プールクラブ）
- 豊乳女戯（8月25日、アートモデルズ）
- BoinBoinDX4（9月10日、デジタルバンク）オムニバス作品
- レズビアン・ジュース ～巨乳娘たちと女教師～（9月15日、プールクラブ）
- 女子校生強制中出し 3（9月15日、隼エージェンシー）
- ガマンできない!おっぱい女子校生とクラスメイト10人（9月23日、アカデミック）オムニバス作品
- 巨乳スマッシュ☆・ほとばしる青春の汗（9月25日、レイディックス）
- 巨乳中出し240 5（10月14日、隼エージェンシー）
- バイブの虜 9（11月15日、プールクラブ）

2005年
- バイブの虜 10（1月15日、プールクラブ）
- ガマンできない!おっぱい星人・2（2月22日、アカデミック）オムニバス作品
- 巨乳クラブ 01（3月15日、ワープエンタテインメント)
- 獣皇17 (4月2日、グローリークエスト)
- 爆乳 G･Hcup SEX（4月8日、ワイルドサイド）
- 爆乳Hカップ レズビアン（4月8日、アカデミック）
- THE巨乳ウェイトレス2 [悩殺ボイン接客]（4月10日、ドリームチケット）
- THE巨乳キャンペーンガール2 [エロエロ販促レディ]（5月10日、ドリームチケット）
- ボクのおっぱい #02（5月18日、映天）
- 女子校生レイプ 犯されまくる9人の女子校生（5月18日、隼エージェンシー）
- 巨乳愛好家 KEI 102cm Hカップ（6月16日、GUTS）
- 爆乳妻嬲り 素人妻に中出し 杉山圭 24歳（6月17日、ブレイク）
- 爆乳妻中出し 2（7月8日、タカラ映像）
- W爆乳スーパーソープ 3（7月22日、笠倉出版社）
- ビキニ倶楽部 act.4 杉山圭がイク!（7月26日、無敵屋）
- 欲情不倫妻 淫乱爆乳妻（8月10日、グローバルメディアエンタテインメント）
- 淫語オナニー愛好家 3（8月11日、GUTS）
- 超巨乳ヌルヌルローションソープへようこそ 2（8月18日、ディープス）
- ボクの新妻は巨乳で裸エプロンでメガネっ娘。杉山圭（8月24日、ゴーゴーズ）
- 爆乳狂い 2（8月26日、レイディックス）
- 爆乳遊戯（9月16日、タカラ映像）
- ザ・ディープキス・レズ 巨乳家庭教師とレズ姉妹（9月22日、ヒビノ）
- ムチムチ爆乳オナニー（9月24日、レイディックス）オムニバス作品
- ゴージャス姉妹（10月20日、イマージュ）
- 大きくやわらかいオッパイを持つ痴女に何度もイカされたい（10月20日、桃太郎映像出版）
- Iカップ女教師揉みまくり（10月21日、メディアアーツ）
- Yeah!巨乳マニア 6（10月25日、アリーナエンターテインメント）
- 超乳伝説 杉山圭 Hcup102cm（11月11日、ルビー）
- レイプ常習犯II 強姦された9人の女たち（11月11日、隼エージェンシー）
- Erotic Short Movie（11月20日、イマージュ）
- メス豚市場（11月29日、マックス・エー）オムニバス作品
- ［発情お姉様］（12月4日、タカラ映像）
- ビキニ倶楽部act.2杉山圭がイクっ!（12月16日、無敵屋）

2006年
- 巨乳ナース 中出し病棟（1月4日、アイエナジー）
- 乳魂 カリスマ美乳爆乳（1月19日、桃太郎映像出版）
- Boin Body!!4～ボインな貴女に埋もれたい～（1月20日、デジタルバンク）オムニバス作品
- 巨乳LOVE2 巨乳ギャルにザーメンを中出ししたり、口に出したりしました（2月10日、隼エージェンシー）
- メガパイセルフ舐め舐め（2月10日、ビデオバンク）オムニバス作品
- 若妻たちのセックス裏事情（2月13日、MOODYZ）
- 乳りんピック素人さん集めて世界一の巨乳をきめる夢の祭典（2月16日、V&Rプロダクツ）
- 萌えメイド 2 巨乳召使い（2月25日、アカデミック）
- レイプ現場7おっぱいを揉みしだかれた6人の巨乳ギャル（3月10日、隼エージェンシー）
- 極上4時間 手淫&舌淫 SP III（3月10日 隼エージェンシー）
- 童貞の僕が近所の巨乳看護婦がいる病院に入院した。 パート1（3月16日、V&Rプロダクツ）
- 爆乳ワールド・1（3月17日、エロチカ（ジャパンホームビデオ））オムニバス作品
- 巨乳クイックマッサージ 駅前1号店（4月6日、V&Rプロダクツ）
- 天然ぱいぱい娘。その3（4月6日、映天）
- オナニスト ［第十三章］（4月10日、隼エージェンシー）
- 痴女男虐 超乳暴女（4月14日、IZM）
- 爆乳モミ殺し（4月21日、メディアアーツ）
- 巨乳義母生中出し（4月21日、TMA）
- オナニー!オナニー!!オナニー!!!（4月21日、アリーナエンターテインメント）
- 若妻日記 杉山圭&（4月22日、アカデミック）
- パイズリデジタルモザイク（4月25日、イエロー）
- 快楽露出 Vol.003（4月28日、ダシテル）
- 陵辱 女子校ジャック（5月4日、ヒビノ）※AV OPEN 2006 チャレンジステージエントリー作品
- 爆乳フェチ飼育（5月13日、溜池ゴロー）
- 90分連射!フェコキズリ 3（5月15日、アリーナエンターテインメント）
- 5Pができる超高級クラブ 2（5月18日、アイエナジー）
- 調教召使いレズビアンコレクション 凌辱新約性書（5月24日、EVE）
- オフィスレディ痴女STYLE3時間（5月26日、大吉（ビッグモーカル））
- Monthly2時間撮れたて素材まんま出し（7月15日、ワープエンタテインメント）
- 背面座位 4時間撮り下ろしSPECIAL（7月29日、ビッグモーカル）
- 破廉恥熟女図鑑（8月13日、溜池ゴロー）オムニバス作品
- まんじょこハメ盛り秘宝館 肉いじり（8月25日、マックス・エー）
- 巨乳レイプ4時間第8章（9月10日、隼エージェンシー）
- やっぱ!中出しでしょ5 *12人の中出し姫*（12月10日、隼エージェンシー）

2008年
- 超豪華有名女優未公開映像尺八スペシャル バキューム女達 淫乱お口編 2（2月19日、桃太郎映像出版）